# Thalassaphorura alborufescens
Thalassaphorura alborufescens is een springstaartensoort uit de familie van de Onychiuridae. De wetenschappelijke naam van de soort is voor het eerst geldig gepubliceerd in 1895 door Vogler.